# Jérome Decroos
Jérome Decroos (Pollinkhove, 6 december 1890 - Münster, 1 april 1956) was een Vlaams activist, lid van de Raad van Vlaanderen en meertalig schrijver en vertaler.

## Levensloop
Decroos volgde de humaniora aan het college in Veurne en promoveerde aan de Katholieke Universiteit Leuven tot doctor in de Germaanse talen (1913). Hij werd vervolgens leraar en studieprefect aan het koninklijk atheneum van Oostende.
Tijdens de Eerste Wereldoorlog sloot hij zich aan bij het activisme, meer bepaald bij de gematigde groep die men de unionisten noemde. Hij werd lid van de kortstondige Tweede Raad van Vlaanderen en werd hiervoor na de oorlog veroordeeld tot vijftien jaar gevangenis. Hij was ondertussen naar Duitsland gevlucht en werd in 1921 tot docent Frans benoemd aan de universiteit in Münster. In 1928 werd hij tot Duitser genaturaliseerd en ging in 1950 met pensioen.
Vanuit Münster hield Decroos contact met Vlaanderen. Hij publiceerde in de tijdschriften Vlaanderen, De Toorts, Gudrun, De Tijdstroom, de DeVlag. Hij was dus duidelijk sympathisant van de extreme vormen van collaboratie, die door de DeVlag belichaamd werden. In 1949 werd hij niettemin door de denazificatiecommissie vrijgesproken van lidmaatschap van de NSDAP.
Decroos schreef gedichten en maakte veel vertalingen naar het Duits:
- uit het Nederlands: Guido Gezelle, Wies Moens, Cyriel Verschaeve,
- uit het Frans: geestelijke lyriek, Aucassin en Nicolette,
- uit het Engels: Shakespeare, Marlowe (Edward II en Dr. Faustus), Beaumont, Fletcher (Philaster).

In 1942 vertaalde hij in het Duits de tekst van de 55 Stellingen van Cyriel Verschaeve.

## Publicaties
- Verzen, 1924.
- Van lente en minne, van herfst en dood, 1932.
- Guido Gezelle, Ausgewählte Gedichte, 1938.
- Cyriel Verschaeve, Jacob van Artevelde, 1942.
- Niederländischer Psalter. Geistliche Dichtung aus sieben Jahrhunderten, 1948.
- Niederländische Gedichte aus aus neun Jahrhunderten, 1960.
- K. Wagenfeld, Dood en Duivel, 1924.
- Cyriel Lucifer, Lucifer, 1927.
- Dertig sonnetten van Shakespeare, 1927.
- Shakespeare, Hamlet, 1934.
- Was säumst du, Seele?. Französische geistliche Dichtung, 1949.